# كنيسة الصرادوسي
كنيسة الصرادوسي، قرية رئيسية تابعة لمركز دسوق التابع لمحافظة كفر الشيخ في جمهورية مصر العربية.

## التاريخ
قرية كنيسة الصرادوسي من القرى القديمة، حيث وردت باسم «كنيسة سردوس» في أعمال الغربية ضمن قرى الروك الصلاحي التي أحصاها ابن مماتي في كتاب قوانين الدواوين، كما وردت باسم «كنيسة سردوس» في أعمال الغربية ضمن قرى الروك الناصري التي أحصاها ابن الجيعان في كتاب «التحفة السنية بأسماء البلاد المصرية». وفي العصر العثماني وردت باسم «كنيسة سردوس» في التربيع العثماني الذي أجراه الوالي العثماني سليمان باشا الخادم في عصر السلطان العثماني سليمان القانوني ضمن قرى ولاية الغربية، وفي تاريخ 1228هـ/1813م الذي عدّ قرى مصر بعد المسح الذي قام به محمد علي باشا باسم «كنيسة السرادوسي» ضمن قرى مديرية الغربية.

## الوحدة المحلية بقرية كنيسة الصرادوسي
القرية الرئيسية هي قرية كنيسة الصرادوسي، وتتبعها 4 قرى فرعية و35 عزبة وكفر ونجع:
- كنيسة الصرادوسي: (بركات، راغب، غزال، نجيب العام، عبد الرازق الفار، دسوقي الفار، تجمع داود صقر، تجمع شاهين، تجمع المصري).
- لاصيفر البلد: (محرم، الغنيمة، كوم أبو طاحون، أبو سترة، متولي رجب، عدس، جلانتي، صقر، عبد القوي غنيم).
- منشأة علي أغا: (قرداحي قبلي، قرداحى شرقي، قرداحي غربي، الشوايشة، عبد الحليم الفار، فريد الفار، الملاعب، البنايين، تجمع كريم والقبلاوي).
- أبيوقا: (الدقدوقي، جويدة، شوكت الفار، الريس، الحنطور (أبو راس)، الصاج، الصايغ).
- دمرو سليمان: (عزبة الأربعين).

## السكان
بلغ عدد سكان كُنيِّسة الصرادوسي 7,838 نسمة حسب الإحصاء الرسمي لعام 2006، منهم 3,904 ذكر و3.934 أنثى.